# صموئيل أوغدن
صموئيل أوغدن (بالإنجليزية: Samuel Ogden)‏ هو شخصية أعمال أمريكي، ولد في 9 ديسمبر 1746، وتوفي في 1 ديسمبر 1810.